# Баксхалл, Алан
Алан Баксхалл (англ. Alan Buxhull; примерно 1323 — 2 ноября 1381) — английский рыцарь, кавалер ордена Подвязки. Участвовал в войне за бретонское наследство, в 1370 году был лейтенантом в армии сэра Роберта Ноллиса. Во многом по вине Баксхалла это войско было разбито французами при Пон-Валлене. Тем не менее в 1372 году Алан стал членом ордена Подвязки. Позже он занял пост констебля Тауэра.
Сэр Алан был женат на Мод Фрэнсис, дочери мэра Лондона сэра Адама Фрэнсиса, вдове Джона Обри. В этом браке родился сын Алан (1382 — примерно 1424). После смерти Баксхалла Мод вступила в третий брак — с Джоном Монтегю, 3-м графом Солсбери.